# Episodi di Greek - La confraternita (terza stagione)
La terza stagione della serie televisiva Greek - La confraternita è andata in onda sul canale statunitense ABC Family dal 31 agosto 2009 al 29 marzo 2010.
La ABC Family ha ordinato 20 episodi in onda, negli Stati Uniti, divisi in due tranche; la prima parte (ep.1-10) è andata in onda dal 31 agosto al 2 novembre 2009. La seconda parte (ep.11-20) è andata in onda dal 25 gennaio 2010.
In Italia, per la prima volta, i due "capitoli" vengono trasmessi uno di fila all'altro, in anteprima, su Fox dal 15 luglio 2010 e, secondo il conteggio del canale, vengono pubblicizzati come quinta stagione.
In chiaro la stagione è stata trasmessa su MTV dall'11 novembre 2010.
| nº | Titolo originale                         | Titolo italiano                              | Prima TV USA      | Prima TV Italia   |
| -- | ---------------------------------------- | -------------------------------------------- | ----------------- | ----------------- |
| 1  | The Day After                            | Il giorno dopo                               | 31 agosto 2009    | 15 luglio 2010    |
| 2  | Our Fathers                              | I nostri padri                               | 7 settembre 2009  | 22 luglio 2010    |
| 3  | The Half-Naked Gun                       | L'ultimo dei Kappa Tau                       | 14 settembre 2009 | 29 luglio 2010    |
| 4  | High and Dry                             | Weekend sobrio, ma non troppo                | 21 settembre 2009 | 5 agosto 2010     |
| 5  | Down on Your Luck                        | Negatività                                   | 28 settembre 2009 | 5 agosto 2010     |
| 6  | Lost And Founders                        | Scatti e ricatti                             | 5 ottobre 2009    | 12 agosto 2010    |
| 7  | The Dork Knight                          | Relazioni problematiche                      | 12 ottobre 2009   | 12 agosto 2010    |
| 8  | Fight The Power                          | Presidenze in bilico                         | 19 ottobre 2009   | 19 agosto 2010    |
| 9  | The Wish-Pretzel                         | Il salatino dei desideri                     | 26 ottobre 2009   | 19 agosto 2010    |
| 10 | Friend or Foe                            | Ritorni di... fiamma                         | 2 novembre 2009   | 26 agosto 2010    |
| 11 | I Know What You Did Last Semester        | Senso di colpa                               | 25 gennaio 2010   | 26 agosto 2010    |
| 12 | Pride & Punishment                       | Confessioni                                  | 1º febbraio 2010  | 2 settembre 2010  |
| 13 | Take Me Out                              | Il torneo di softball                        | 8 febbraio 2010   | 2 settembre 2010  |
| 14 | The Tortoise and the Hair                | Tartarughe e parrucchini                     | 15 febbraio 2010  | 9 settembre 2010  |
| 15 | Love, Actually, Possibly, Maybe...Or Not | L'amore, davvero, è possibile, forse... o no | 22 febbraio 2010  | 9 settembre 2010  |
| 16 | Your Friends and Neighbors               | Amici e vicini                               | 1º marzo 2010     | 16 settembre 2010 |
| 17 | The Big Easy Does It                     | Il Mardi Gras                                | 8 marzo 2010      | 16 settembre 2010 |
| 18 | Camp Buy Me Love                         | Fra passato e futuro                         | 15 marzo 2010     | 30 settembre 2010 |
| 19 | The First Last                           | Aria di vendetta                             | 22 marzo 2010     | 7 ottobre 2010    |
| 20 | All Children...Grow Up                   | Crescere, che fatica...                      | 29 marzo 2010     | 14 ottobre 2010   |

## Il giorno dopo
- Titolo originale: The Day After
- Diretto da: Michael Lange
- Scritto da: Patrick Sean Smith

### Trama
Dopo essere stato scaricato da Casey, Max ha abbandonato il programma di scuola post laurea ed è tornato in Inghilterra, all'insaputa di Casey e di un deluso Rusty che aveva bisogno di aiuto per il progetto di Chimica Organica per un credito extra. In un flashback del party Fine del Mondo, la sera prima, si scopre che Cappie non ha seguito Casey perché Evan è, seppure senza un secondo fine, intervenuto per fermarlo. Alla stessa festa, si scopre che il bacio segreto di Rebecca era con Fisher. Nel frattempo, Dale confessa a Calvin che ha rotto il loro impegno di purezza, e decide di proporsi a Sheila che però lo rifiuta.
- Guest star: Johanna Braddy (Jordan), Andrew J. West (Fisher) e Kristen O'Meara (Sheila)

## I nostri padri
- Titolo originale: Our Fathers
- Diretto da: Patrick Norris
- Scritto da: Jessica O'Toole e Amy Rardin

### Trama
Casey scopre di Rebecca e il bacio segreto con Fisher, ma la colpevole si confessa a Ashleigh, incolpando anche Casey per aver mantenuto il fatto segreto all'amica. Quando il signor Cartwright, il signor Howard, e il signor Logan arrivano per il weekend padre-figlia ZBZ, vengono a sapere della faida tra le loro figlie, e ciò si riflette sul loro comportamento. Nella stessa occasione, Rusty diventa nervoso all'idea di incontrare il padre di Jordan che non sembra contento della relazione tra loro. Nel frattempo, nel tentativo di superare i loro amori perduti, Dale e Cappie competono per la stessa ragazza, ma entrambi alla fine vengono respinti.
- Guest star: Johanna Braddy (Jordan), Andrew J. West (Fisher), Jerry Lambert (Russell Cartwright), Thomas Calabro (Ken Logan), Tom Amandes (Jack Reed) e Kadeem Hardison (Brian Howard)

## L'ultimo dei Kappa Tau
- Titolo originale: The Half-Naked Gun
- Diretto da: Michael Lange
- Scritto da: Roger Grant

### Trama
È ora dell'annuale "Corsa In Mutande" di tutte le confraternite, e il consiglio panellenico ha votato decisamente contro. Nel tentativo di cambiare il voto, Casey usa la sua intelligenza politica e, con l'aiuto di Evan, organizza una petizione. Nel frattempo, si avvicina la fine della gara di pistole delle Confraternite e solo Rusty e Jordan sono rimasti in gara, ciò mette un freno nel loro sforzo di trascorrere del tempo insieme da soli. Inoltre, Evan scopre del rapporto tra Calvin e Grant e li aiuta a mantenere il segreto dal resto della Omega Chi.
- Guest star: Johanna Braddy (Jordan), Andrew J. West (Fisher), Nora Kirkpatrick (Katherine), Gregory Michael (Grant), Kelly Stables (Janette)

## Weekend sobrio, ma non troppo
- Titolo originale: High and Dry
- Diretto da: Shawn Piller
- Scritto da: Casey Johnson

### Trama
Casey farà con Evan la pattuglia anti-alcool per la notte di festa durante il fine settimana sobrio al campus finché lei e Evan inconsapevolmente mangiano qualche brownies speciale della Psi Phi Pi e, presi dall'euforia, ricominciano a parlare. Nel frattempo, mentre la vecchia fidanzata di Grant, Whitney, lo sorprende con una visita, Rusty, con l'aiuto di Cappie, cerca uno sponsor accademico alla presentazione del libro del dott. Larsen.
- Guest star: Andrew J. West (Fisher), Nora Kirkpatrick (Katherine), Gregory Michael (Grant), John Rubinstein (dott. Larsen) e Dan Castellaneta (dott. Milton Hastings)
- Nota. La ex-ragazza di Grant si chiama Whitney, questo in onore di Roger Grant e Matt Whitney scrittori di alcune puntate della serie.[senza fonte]

## Negatività
- Titolo originale: Down on Your Luck
- Diretto da: Michael Lange
- Scritto da: Matt Whitney

### Trama
Mentre Ashleigh decide di dare un'altra possibilità a Fisher, Rusty cerca di dare un pegno d'amore a Jordan, lottando contro la maledizione della confraternita. Intanto Casey è alle prese con le matricole e il loro calendario ed Evan e Cappie trovano un lavoro come camerieri.
- Guest star: Johanna Braddy (Jordan), Nora Kirkpatrick (Katherine), Olesya Rulin (Abby), Olivia Munn (Lana), Dan Castellaneta (dott. Milton Hastings)

## Scatti e ricatti
- Titolo originale: Lost and Founders
- Diretto da: Fred Gerber
- Scritto da: Michael Berns

### Trama
Alla ZBZ si tiene la settimana delle Sorelle Fondatrici e le ragazze cercano di raccogliere fondi per la confraternita. Ashleigh e Rebecca fanno a gara per raccogliere più soldi, mentre Casey cerca di raccogliere fondi da una sorella estremamente ricca e si impegna in un breve rapporto con il suo giovane socio che scopre volere il 15% della donazione. Rusty è preoccupato circa il calo dell'interesse di Jordan nei confronti della scuola. Cappie riesce ad avere un appuntamento con Lana, ma, preoccupato per Casey, insieme a Evan, cerca di aiutarla ed evitarle la delusione.
- Guest star: Johanna Braddy (Jordan), Gregory Michael (Grant), Mimi Cozzens (Doris McGovern), Andrew St.John (Nate), Damien Leake (Professoressa Sommerfield), Olivia Munn (Lana)

## Relazioni problematiche
- Titolo originale: The Dork Knight
- Diretto da: Rick Rosenthal
- Scritto da: Adam Milch

### Trama
Rusty, Dale e Calvin decidono di andare al Comic-Con di Ohio River, a Cincinnati. Qui Rusty, dopo aver lasciato Jordan poiché non avrebbe retto una relazione a distanza, cerca di ritornare con lei, ma questa lo scarica tramite video-chat. Nel frattempo, Casey vuole scoprire la vera relazione tra Cappie ed Evan, desiderando che possa essere tornato tutto come al primo anno e scopre dell'Anfora Society. Ashleigh e Fisher affrontano alcuni problemi nel loro rapporto.
- Guest star: Johanna Braddy (Jordan), Andrew J. West (Fisher), Gregory Michael (Grant), Kristen O'Meara (Sheila), John De Lancie (se stesso)
- Nota. Ultima apparizione di Johanna Braddy (Jordan)

## Presidenze in bilico
- Titolo originale: Fight the Power
- Diretto da: Michael Lange
- Scritto da: Jessica O'Toole e Amy Rardin

### Trama
Durante un'uscita con Cappie e Lana, Rusty afferma che lei e Cappie si somigliano molto. In seguito Cappie riflette e capisce di volere una ragazza diversa, così rompe con Lana. Nel frattempo Ashleigh, aiutata da Casey, cerca di far tornare la ZBZ al primo posto tra le confraternite organizzando un party con gli Omega Chi e le Gamma Psi. Evan perde l'autorità che aveva in precedenza dopo aver detto ai ragazzi della sua confraternita di aver rinunciato al fondo fiduciario, mentre Calvin comincia a dubitare della sua relazione con Grant.
- Guest star: Nora Kirkpatrick (Katherine), Gregory Michael (Grant), Olesya Rulin (Abby), Olivia Munn (Lana)

## Il salatino dei desideri
- Titolo originale: Fight the Power
- Diretto da: Melanie Mayron
- Scritto da: Lana Cho e Matt Whitney

### Trama
Tutti fanno i bagagli e sono pronti a tornare a casa per il Ringraziamento, ma Casey e Rusty si ritrovano bloccati al CRU quando i loro genitori li lasciano per andare a Maui. Con loro ci sono anche Rebecca, Cappie, Evan, Wade, Scopino e Heath di cui questo, sarà l'ultimo Ringraziamento passato alla KT, per questo motivo decidono di fare una caccia al tesoro alla KT. Rusty e Dale entrano in competizione per la borsa di studio, Cappie decide di prendere il coraggio a due mani e di riproporsi a Casey, mentre Rebecca mostra nuovamente interesse per Evan che, in precedenza, è stato respinto da Casey.
- Guest star: Dan Castellaneta (dott. Milton Hastings)

## Ritorni di... fiamma
- Titolo originale: Friend or Foo
- Diretto da: Michael Lange
- Scritto da: Roger Grant

### Trama
Casey e Cappie sono finalmente tornati insieme, per questo decidono di dirlo a Evan che non sembra esserne contento. Così ricomincia la disputa tra KT e Omega Chi e, in una svolta scioccante, l'Omega Chi tradisce la Kappa Tau durante uno scherzo all'Agente Huck e 3 membri della KT (Wade, Furetto e Jeremy) vengono espulsi. Questo porta alla rottura tra Evan, che voleva riconquistare i suoi confratelli, e Cappie. Il litigio tra Rusty e Dale porta a un testa a testa dato che la borsa di studio non è stata ancora assegnata. La ZBZ compete per i punti casa nel Festival Canoro, ma i risultati sono truccati. Mentre si avvicina il giorno della competizione, a Casey è offerta una posizione al Consiglio Panellenico che la costringe a scegliere tra questa nuova opportunità e le ZBZ. Dopo la gara, Casey, Rebecca e Ashleigh, con altre ragazze, entrano nella sede delle Gamma Psi per saperne di più, ma, a causa di una candela rimasta accesa da Rebecca, la sede delle Gamma Psi prende fuoco. Infine Evan e Rebecca condividono un momento speciale.
- Guest star: John Rubinstein (dott. Larsen), Andrew J. West (Fisher), Nora Kirkpatrick (Katherine), Gregory Michael (Grant), Olesya Rulin (Abby), Kevin Kirkpatrick (Agente Huck), Dan Castellaneta (dott. Milton Hastings)
- Note: Ultima apparizione di Derek Mio (Wade), Kristopher Hatfield (Jeremy)

## Senso di colpa
- Titolo originale: I Know What You Did Last Semester
- Diretto da: Michael Lange
- Scritto da: Casey Johnson e David Windsor

### Trama
La ZBZ e la KT sono entrambi alle prese con le conseguenze derivate da alcuni eventi del semestre scorso. La ZBZ affronta la questione dell'incendio della sede della Gamma Psi e i KT quella dell'espulsione di 3 dei loro confratelli. La tensione è tale che Casey e Cappie non sono in grado di parlare liberamente dei loro problemi. Viene organizzata una festa in tema fiabesco al fine di aiutare la Gamma Psi a guadagnare i soldi per ricostruire la loro sede. Rusty nota che Cappie non si fida di lui, quando prova a sostituire Wade come educatore delle matricole, dato che non riesce a farsi rispettare. Mentre le ZBZ sono intente a seppellire la cartellina coi voti truccati che costituisce la prova dell'incendio appiccato alla sede delle Gamma Psi, Ashleigh rivela a Casey di aver lasciato Fisher perché il ragazzo l'ha tradita di nuovo. Infine Heath torna alla KT poiché, sconvolto dagli eventi, non passa l'esame di ammissione a medicina, mentre Calvin e Grant, durante la festa, rivelano la loro relazione.
- Guest star: Nora Kirkpatrick (Katherine), Gregory Michael (Grant)

## Confessioni
- Titolo originale: Pride & Punishment
- Diretto da: John T. Kretchmer
- Scritto da: Jessica O'Toole e Amy Rardin

### Trama
Il senso di colpa per aver incendiato la sede delle Gamma Psi raggiunge il picco così che Casey confessa la verità e scopre delle prestazioni sessuali della presidente delle Gamma Psi per comprare uno dei giudici della gara. Ashleigh organizzando un'asta di beneficenza dei secchioni atta a raccogliere fondi per la Gamma Psi, aiuta Rusty ad avere un appuntamento con una Tre-Pi che sembra solo essere interessata a usarlo. Evan e Cappie si scontrano pubblicamente a una riunione dell'Anfora e in seguito ne vengono esclusi. Intanto Cappie e Rebecca gareggiano per un'ultima posizione nella classe di educazione sessuale e alla fine vengono presi entrambi.
- Guest star: Nora Kirkpatrick (Katherine), Andrew J. West (Fisher), Krista Kalmus (Erica Miller), Martha MacIsaac (Dana Stockwell)

## Il torneo di softball
- Titolo originale: Take Me Out
- Diretto da: Lee Rose
- Scritto da: Matt Whitney

### Trama
Alla CRU ha luogo il torneo di softball tra confraternite. La partita sarà tra la squadra delle ZBZ e la Omega Chi e la squadra della KT e la Gamma Psi. Casey organizza ad Ashleigh un incontro con Scopino che va male. Durante la partita, Casey è in dubbio tra lasciarsi eliminare da Cappie ed esaudire il suo desiderio di vendetta nei confronti della Omega Chi per l'espulsione dei suoi 3 confratelli o vincere per la ZBZ guadagnando 3 punti che permetteranno loro di tornare in vetta nella classifica. Alla fine vince la squadra formata dalle ZBZ e la Omega Chi. Intanto Evan e Rebecca trascorrono qualche ora insieme.
- Guest star: Nora Kirkpatrick (Katherine), Gregory Michael (Grant) e Yani Gellman (Pete)

## Tartarughe e parrucchini
- Titolo originale: The Tortoise and the Hair
- Diretto da: Michael Lange
- Scritto da: Rob Bragin

### Trama
Casey inizia a pensare a cosa fare dopo la laurea e ha problemi a parlarne con Cappie che risulta essere restio a lasciare la CRU. Cercando di aiutare un ragazzo di nome Joel con la registrazione dei votanti della CRU, in modo da ottenere un posto di lavoro a Washington, Casey organizza una festa per la registrazione dei votanti al Dobler richiamando numerose persone. Alla fine, nonostante ciò, Joel le dice che per entrare a far parte del suo staff è necessaria una laurea quinquennale e le propone di frequentare giurisprudenza. Intanto, mentre Dale viene assunto come nuovo tuttofare alla ZBZ, Rusty e la sua nuova aiutante, Dana, lavorando al progetto affrontano alcuni problemi.
- Guest Star: Samuel Page (Joel), Olesya Rulin (Abby), Martha MacIsaac (Dana), Dan Castellaneta (dott. Milton Hastings)

## L'amore, davvero, è possibile, forse... o no
- Titolo originale: Love, Actually, Possibly, Maybe... Or Not
- Diretto da: Mark Rosman
- Scritto da: Roger Grant

### Trama
È San Valentino e alla CRU Casey e Cappie fanno a gara a chi farà il regalo più romantico. Ashleigh va al party dell'Omega Chi con Pete, Evan ci va insieme a Rebecca sperando di farle cambiare idea e farle credere nel vero amore. Ma, durante la festa, quando Calvin dice a Rebecca che la collana che le ha regalato Evan è un segno del suo serio interessamento a lei, questa, intimorita, va a letto con Scopino. Intanto Casey organizza a Rusty un appuntamento con Katherine cercando di riavvicinarsi di nuovo con la ragazza dopo la questione dell'incendio.
- Guest star: Nora Kirkpatrick (Katherine), Gregory Michael (Grant), Yani Gellman (Pete)

## Amici e vicini
- Titolo originale: Your Friends and Neighbors
- Diretto da: Michael Lange
- Scritto da: Dana Greenblatt

### Trama
Casey si sta preoccupando di finire la sua dichiarazione personale per l'università di legge e questo causa problemi tra lei e Ashleigh perché non sono più vicine come lo erano una volta. Nel frattempo alla sede della KT, nuovi vicini significano nuovi guai: quando un professore si trasferisce nella casa accanto e impone un sacco di regole per la confraternita, i ragazzi cercano di fare di lui uno di loro. Nel frattempo, alla Omega Chi si cerca il denaro rubato durante la festa di San Valentino e si scopre che è stato Evan a prendere quel denaro per fare il regalo a Rebecca e Calvin, scoperto l'accaduto, ci rimane male dato che ha sempre preso le difese dell'amico. Contemporaneamente iniziano le ricerche di Rebecca che ha smarrito la collana che Evan le ha dato e che viene ritrovata misteriosamente sul petto del professore trasferitosi da poco.
- Guest star: Nora Kirkpatrick (Kathleen), Samuel Page (Joel), Gregory Michael (Grant), Yani Gellman (Pete), Kevin Kirkpatrick (Agente Huck), Andrew Dale (Tom Hilgendorf), Ele Keats (Margie Hildgendorf)

## Il Mardi Gras
- Titolo originale: The Big Easy Does It
- Diretto da: Fred Savage
- Scritto da: Casey Johnson e David Windsor

### Trama
Casey tenta di rimanere concentrata per l'esame LSAT mentre i festeggiamenti del Martedì Grasso hanno luogo in tutto il campus. Evan lavora come barista al Gentleman's Choice per riguadagnare il denaro che ha speso per acquistare la collana a Rebecca. Rebecca e Ashleigh si presentano al club e qui Evan vede Rebecca baciare un ragazzo così decide di affrontarla facendole capire che lui vuole essere l'unico ragazzo per lei e insinua che abbia paura dell'amore. Intanto Dana, l'assistente di laboratorio di Rusty, chiede a Dale di accompagnarla al party della KT dato che ha saputo che Rusty ci andrà con Katherine, la quale, vuole avere la sua prima esperienza sessuale proprio con Rusty suscitando l'ira di Dana che confessa al ragazzo di essere ancora interessata a lui. In seguito Rusty va in camera di Katherine, ma decide di non andare fino in fondo. Cappie dice a Casey di aver ristretto la sua scelta a sole 3 opzioni, ma Casey alla fine trova il modulo di dichiarazione nella sua stanza non compilato, cosa che la distrae durante l'esame. Alla fine dell'esame, Casey incontra Joel che la stava aspettando fuori dall'istituto con una bottiglia di scotch per parlare della prova e hanno continuato a parlare per tutta la sera. Alla fine il ragazzo prova anche a baciarla ma, respinto, capisce che ha un fidanzato. Così Joel chiede come mai ha passato del tempo con lui pur avendo un fidanzato, ma questa resta senza parole. Casey affronta Cappie alla fine della festa alla KT e scopre che Cappie non è pronto a laurearsi e a essere serio, e questo provoca una frattura tra i due.
- Guest star: Nora Kirkpatrick (Katherine), Samuel Page (Joel), Gregory Michael (Grant), Martha MacIsaac (Dana)

## Fra passato e futuro
- Titolo originale: Camp Buy Me Love
- Diretto da: Michael Lange
- Scritto da: Jessica O'Toole e Amy Rardin

### Trama
Casey e Cappie ricevono una visita a sorpresa da parte dei genitori di Cappie, che li invitano a un campeggio e, una riluttante Casey, accetta di andare, nella speranza che possano incoraggiare Cappie a laurearsi. Tuttavia apprende subito che i genitori sono hippie liberi che pensano che Cappie debba solo rilassarsi e godere della sua esperienza universitaria e sperano che Casey possa stargli vicino dato che hanno intenzione di separarsi. In seguito alla giornata passata coi genitori di Cappie, Casey dice ad Ashleigh che lei e Cappie sono destinati a separarsi prima o poi. Nel frattempo, il Dobler ospita una festa anni 80 e Rusty non sa quale ragazza portare tra Katherine e Dana. Ashleigh, che ha guardato molte commedie romantiche, si offre di aiutare Rusty a scegliere quella giusta e, alla fine, Rusty sceglie Dana. Contemporaneamente Calvin si offre di aiutare Evan a entrare nella sede delle ZBZ per riprendere la collana che ha dato di Rebecca, ma è ancora arrabbiato per essere stato tradito e sfoga la sua frustrazione su Rusty per la seconda volta.
- Guest star: Nora Kirkpatrick (Katherine), Jim Abele (Tobias, il padre di Cappie), Martha MacIsaac (Dana), Lea Thompson (April, la mamma di Cappie)

## Aria di vendetta
- Titolo originale: The First Last
- Diretto da: Patrick Norris
- Scritto da: Roger Grant e Matt Whitney

### Trama
Cappie viene rapito con Rusty dalle matricole della KT prima della sua partita di golf con Evan portando alla loro conseguente sconfitta. Oltretutto Cappie si rifiuta di rivelare a Rusty il suo piano di vendetta contro la Omega Chi e la sua decisione provoca un po' di tensione tra loro. Nel frattempo, Dale chiede a Calvin di aiutarlo a parlare con un ragazzo riguardo al fare "coming out" e quando Calvin parla al ragazzo, mette in discussione il suo rapporto con Grant che, ora che ha dichiarato la sua omosessualità, vuole conoscere meglio questo mondo. Così Calvin si rende conto che lui e Grant non hanno gli stessi obiettivi e per questo motivo si lasciano. Casey e Rebecca litigano su chi debba rappresentare la ZBZ nel concorso di bellezza della "Settimana della Confraternita", ma Casey decide di cedere il suo posto a Rebecca che si conquista la vittoria aggiudicando il primo posto nuovamente alle ZBZ. Inoltre Evan ha a che fare con le ripercussioni della sua rottura con Rebecca. Infine Cappie e Rusty "Il Vendicatore" mettono in atto la prima parte della grande vendetta estiva contro i ragazzi della Omega Chi.
- Guest star: Nora Kirkpatrick (Katherine), Gregory Michael (Grant), Olesya Rulin (Abby), Martha MacIsaac (Dana)

## Crescere, che fatica...
- Titolo originale: All Children...Grow Up
- Diretto da: Michael Lange
- Scritto da: Patrick Sean Smith

### Trama
Calvin e Trip sono nominati per la presidenza Omega Chi, ma Evan non è convinto che Calvin possa esserne all'altezza. Casey viene ammessa alla Facoltà di Legge di Washington e non alla CRU. Dale si unisce a Rusty e Dana per le vacanze di primavera a Myrtle Beach e ammette, infine, che l'ha fatto poiché vuole divertirsi al college e non pensare solo allo studio. Ashleigh ottiene uno stage non retribuito come trend forecaster a New York. Intanto il "piano di vendetta" ideato da Rusty, arriva alla sua quarta e ultima fase: fare di Calvin il futuro presidente della Omega Chi in modo da avere la pace con i KT. Mentre Evan e Rebecca si riconciliano, Casey, nel dubbio, decide che vuole andare lo stesso a Washington invece di stare alla Cyprus con Cappie. Inoltre lei presume che un relazione a distanza non funzionerebbe, e che avrebbero dovuto rompere alla laurea; deluso dalla poca considerazione riguardo al loro rapporto, Cappie rompe con lei.
- Guest star: Gregory Michael (Grant), Olesya Rulin (Abby), Martha MacIsaac (Dana)